# علی اسدالله
علی اسدالله (۱۹ ژانویهٔ ۱۹۹۳ منامه )
(انگلیسی: Ali Assadalla) بازیکن فوتبال بحرینی تبار و ایرانی الاصل(بخش خیرگو شهرستان لامرد استان فارس) با تابعیت قطر است.
وی همچنین در تیم ملی فوتبال قطر بازی کرده‌است.